# محمدحسین کنعانی‌زادگان
محمدحسین کنعانی‌زادگان (زادهٔ ۳ فروردین ۱۳۷۳) بازیکن فوتبال اهل ایران است که در پست دفاع میانی برای باشگاه فوتبال پرسپولیس در لیگ برتر خلیج فارس و تیم ملی فوتبال ایران بازی می‌کند.
کنعانی‌زادگان در تیم‌های جوانان استقلال ماهشهر و جوانان پرسپولیس بازی کرده‌است. وی در نیم فصل ۱۳۹۰ به تیم اصلی پرسپولیس پیوست، سپس برای گذراندن خدمت سربازی به عضویت باشگاه ملوان درآمد. او پس از گذراندن خدمت سربازی، حضوری کوتاه و ناموفق در استقلال تهران داشت. بار دیگر در لیگ نوزدهم ایران به پرسپولیس پیوست و کم‌کم در طول دو فصل، پیشرفت بسیار بالایی کرد و به مدافع فیکس پرسپولیس و در پی آن تیم ملی ایران تبدیل شد.
وی همچنین سابقهٔ بازی در تیم ملی فوتبال نوجوانان ایران و تیم ملی فوتبال جوانان ایران را دارد. کنعانی‌زادگان نخستین بازی ملی خود را در یک بازی دوستانه در برابر ازبکستان در سال ۱۳۹۴ انجام داد.

## دوران باشگاهی

### پرسپولیس
او در ژانویهٔ ۲۰۱۲ به پرسپولیس پیوست. او تا پایان فصل ۱۴–۲۰۱۳ با این تیم قرارداد بست. اولین بازی او در این تیم در برابر فولاد خوزستان در هفتهٔ آخر لیگ برتر فوتبال ایران ۹۱–۱۳۹۰ بود. او سابقهٔ حضور در لیگ برتر آسیا ویژن زیر ۲۱ سال تهران را با تیم زیر ۲۱ سال پرسپولیس دارد.

#### قرض به بیرامار
او در اوت ۲۰۱۳ به تیم پرتغالی بیرامار پیوست. اما در آنجا به موفقیت خاصی دست نیافت و بدون انجام حتی یک بازی به ایران بازگشت.

#### قرض به ملوان
پس از بیرامار، کنعانی در تابستان ۲۰۱۴ برای خدمت سربازی به مدت دو سال در تیم ملوان بندر انزلی پیوست. او نخستین گل خودش را برای ملوان در بازی مقابل استقلال تهران زد، که این بازی با نتیجه ۱–۱ تساوی به پایان رسید.

### استقلال
پس از پایان خدمت سربازی کنعانی‌زادگان، انتظار می‌رفت تا او به پرسپولیس بازگردد؛ اما او با مسئولان باشگاه پرسپولیس به توافق نرسید و به تیم رقیب، استقلال پیوست. او در استقلال حضور موفقی را نداشت و پس از انجام تنها دو بازی برای این تیم مصدوم شد و ادامهٔ فصل را از دست داد. او در پایان فصل در حالی‌که تنها دو بازی انجام داده بود از استقلال جدا شد.

### سایپا
کنعانی‌زادگان در فصل ۹۷–۱۳۹۶ برای سایپا بازی کرد.

### ماشین‌سازی تبریز
او در فصل ۹۸–۱۳۹۷ به ماشین‌سازی پیوست. در این فصل، او ۲۷ بازی انجام داد و یک گل زد.

### پرسپولیس

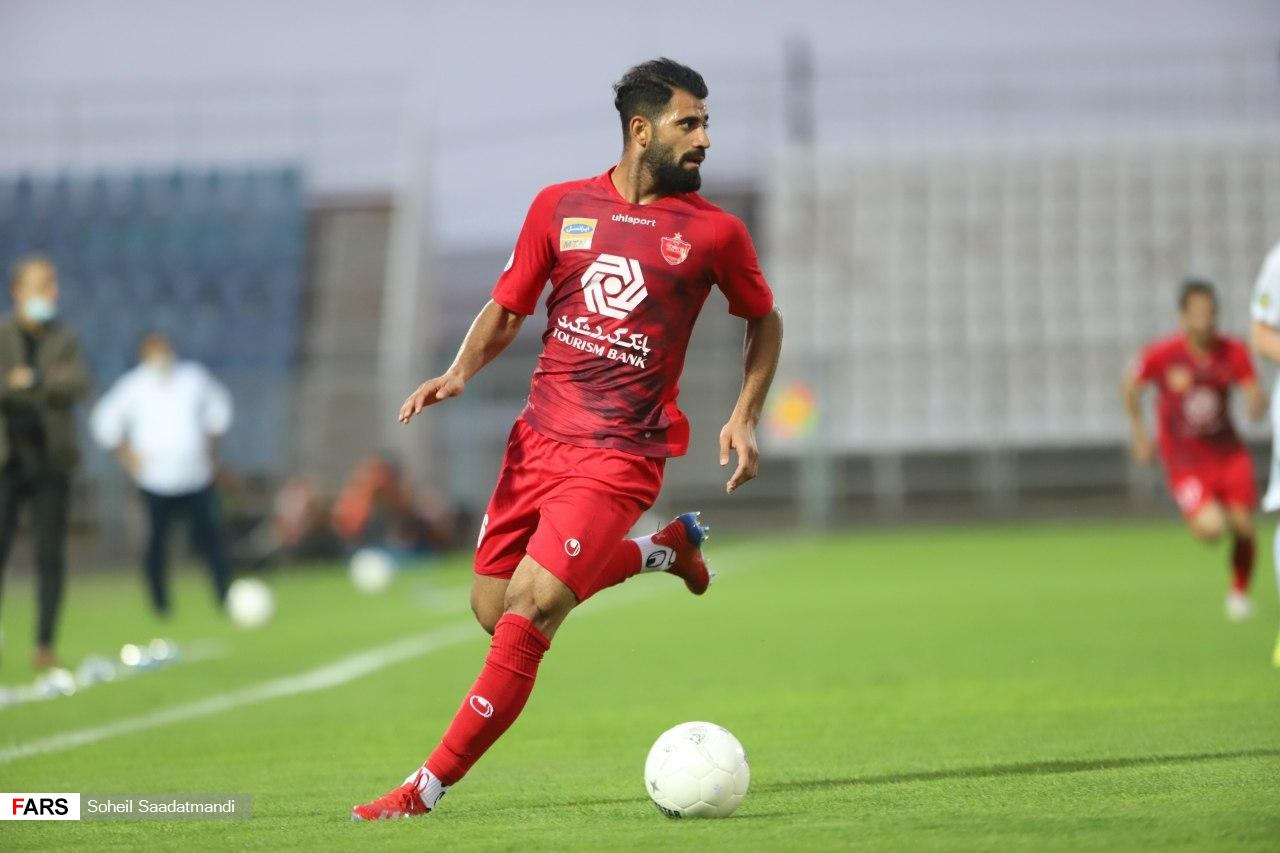
کنعانی‌زادگان با پرسپولیس در ژوئیه ۲۰۲۰

در ۷ ژوئیهٔ ۲۰۱۹، کنعانی‌زادگان با قرارداد دو ساله به پرسپولیس بازگشت. او کم‌کم در طول دو فصل، پیشرفت بسیار بالایی کرد و به مدافع فیکس پرسپولیس و در پی آن تیم ملی ایران تبدیل شد. او در این مدت از برترین بازیکنان دفاعی پرسپولیس و فوتبال ایران بوده‌است و با نمود نمایش‌های خوبش ، چند پیشنهاد از لیگ های حاشیه خلیج فارس گرفت. کنعانی‌زادگان بیشترین شمار بازی باشگاهی‌اش را نیز تا این دوره با پرسپولیس انجام داده و تا خرداد ۱۴۰۰، ۶۳ بار برای پرسپولیس به میدان رفته بود.

### الاهلی قطر
محمدحسین کنعانی زادگان در ۱۳ مرداد ۱۴۰۰ به مدت دو سال با الاهلی قرارداد امضا کرد.عملکرد فاجعه بار او در این تیم به همراه دوست و همبازی قدیمیش شجاع خلیل‌زاده باعث شد تا در قطر کنار گذاشته شوند و آنها علی رغم تلاش برای بهبود وضعیت خود ، به همراه عده دیگری از بازیکنان قدیمی پرسپولیس مانند مهدی ترابی نتوانستند در فضای به غیر از لیگ ایران مانند قبل روی زبان ها باشند. آنها در طی یک مهاجرت گسترده به لیگ ایران و پرسپولیس بازگشتند 

### پرسپولیس
او در تاریخ ۱۷ تیر ۱۴۰۲ با عقد قراردادی رسمی بار دیگر به پرسپولیس پیوست. او موفق به ثمر رساندن دو گل در شهرآورد تهران شده است.

## دوران ملی

### نوجوانان
او دو بازی در مسابقات زیر ۱۶ سال قهرمانی آسیا ۲۰۱۰ انجام داد.

### بزرگسالان

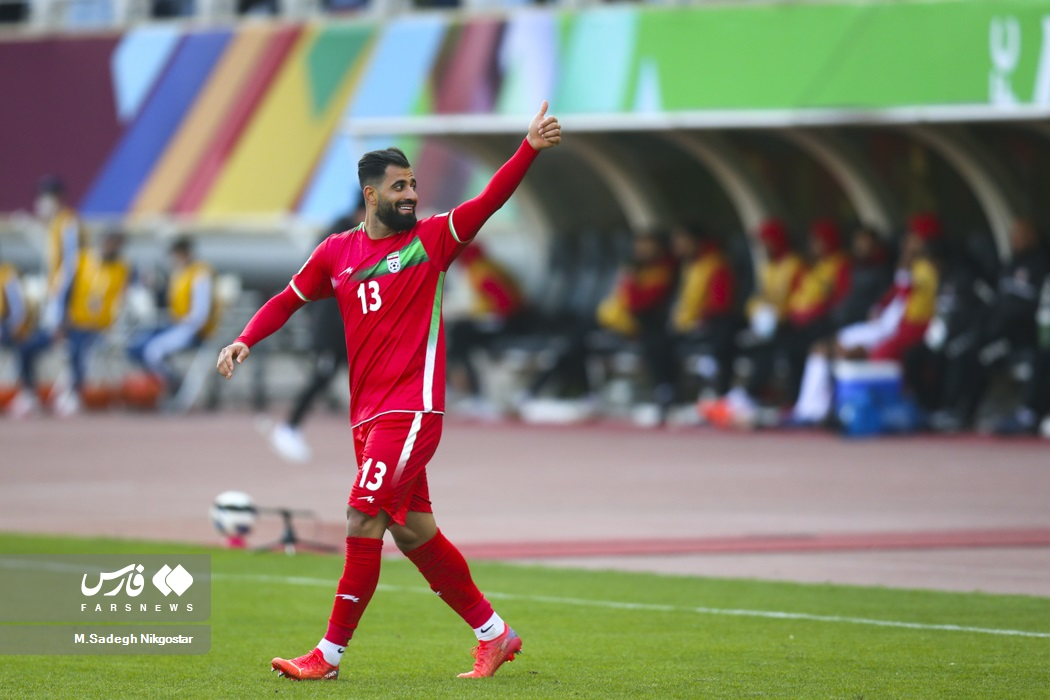
کنعانی‌زادگان با پیراهن تیم ملی ایران

کنعانی‌زادگان در بازی دوستانهٔ ایران با ازبکستان مورخ ۱۱ ژوئن ۲۰۱۵ به تیم ملی دعوت شد. او در ۱۶ ژوئن ۲۰۱۵ در بازی دوستانه برابر ترکمنستان به میدان رفت.

## آمار

### باشگاهی
تا تاریخ ۱۱ اردیبهشت ۱۴۰۴
| باشگاه           | دسته             | فصل              | لیگ برتر | لیگ برتر | جام حذفی | جام حذفی | قاره‌ای | قاره‌ای | دیگر | دیگر | مجموع | مجموع |
| باشگاه           | دسته             | فصل              | بازی     | گل       | بازی     | گل       | بازی   | گل     | بازی | گل   | بازی  | گل    |
| ---------------- | ---------------- | ---------------- | -------- | -------- | -------- | -------- | ------ | ------ | ---- | ---- | ----- | ----- |
| پرسپولیس         | لیگ برتر         | ۹۱–۱۳۹۰          | ۱        | ۰        | ۰        | ۰        | ۰      | ۰      | –    | –    | ۱     | ۰     |
| پرسپولیس         | لیگ برتر         | ۹۲–۱۳۹۱          | ۰        | ۰        | ۰        | ۰        | –      | –      | –    | –    | ۰     | ۰     |
| پرسپولیس         | لیگ برتر         | ۹۳–۱۳۹۲          | ۰        | ۰        | ۰        | ۰        | –      | –      | –    | –    | ۰     | ۰     |
| پرسپولیس         | لیگ برتر         | ۹۹–۱۳۹۸          | ۲۷       | ۱        | ۳        | ۰        | ۲      | ۰      | ۰    | ۰    | ۳۲    | ۱     |
| پرسپولیس         | لیگ برتر         | ۰۰–۱۳۹۹          | ۲۴       | ۱        | ۲        | ۰        | ۱۳     | ۱      | ۱    | ۰    | ۴۰    | ۲     |
| پرسپولیس         | لیگ برتر         | ۰۳–۱۴۰۲          | ۲۶       | ۶        | ۲        | ۰        | ۶      | ۰      | –    | –    | ۳۴    | ۶     |
| پرسپولیس         | لیگ برتر         | ۰۴–۱۴۰۳          | ۲۱       | ۳        | ۱        | ۰        | ۶      | ۰      | ۱    | ۰    | ۲۹    | ۳     |
| مجموع پرسپولیس   | مجموع پرسپولیس   | مجموع پرسپولیس   | ۹۹       | ۱۱       | ۸        | ۰        | ۲۷     | ۱      | ۲    | ۰    | ۱۳۶   | ۱۲    |
| ملوان            | لیگ برتر         | ۹۴–۱۳۹۳          | ۱۹       | ۱        | ۰        | ۰        | –      | –      | –    | –    | ۱۹    | ۱     |
| ملوان            | لیگ برتر         | ۹۵–۱۳۹۴          | ۲۸       | ۲        | ۲        | ۰        | –      | –      | –    | –    | ۳۰    | ۲     |
| مجموع ملوان      | مجموع ملوان      | مجموع ملوان      | ۴۷       | ۳        | ۲        | ۰        | –      | –      | –    | –    | ۴۹    | ۳     |
| استقلال          | لیگ برتر         | ۹۶–۱۳۹۵          | ۲        | ۰        | ۰        | ۰        | ۰      | ۰      | –    | –    | ۲     | ۰     |
| مجموع استقلال    | مجموع استقلال    | مجموع استقلال    | ۲        | ۰        | ۰        | ۰        | ۰      | ۰      | –    | –    | ۲     | ۰     |
| سایپا            | لیگ برتر         | ۹۷–۱۳۹۶          | ۷        | ۳        | ۰        | ۰        | –      | –      | –    | –    | ۷     | ۳     |
| مجموع سایپا      | مجموع سایپا      | مجموع سایپا      | ۷        | ۳        | ۰        | ۰        | –      | –      | –    | –    | ۷     | ۳     |
| ماشین‌سازی        | لیگ برتر         | ۹۸–۱۳۹۷          | ۲۷       | ۱        | ۲        | ۰        | –      | –      | –    | –    | ۲۹    | ۱     |
| مجموع ماشین‌سازی  | مجموع ماشین‌سازی  | مجموع ماشین‌سازی  | ۲۷       | ۱        | ۲        | ۰        | –      | –      | –    | –    | ۲۹    | ۱     |
| الاهلی قطر       | لیگ ستارگان      | ۲۰۲۱–۲۰۲۲        | ۲۰       | ۱        | ۰        | ۰        | ۰      | ۰      | –    | –    | ۲۰    | ۱     |
| الاهلی قطر       | لیگ ستارگان      | ۲۰۲۲–۲۰۲۳        | ۲۱       | ۶        | ۱        | ۰        | ۰      | ۰      | –    | –    | ۲۲    | ۶     |
| مجموع الاهلی قطر | مجموع الاهلی قطر | مجموع الاهلی قطر | ۴۱       | ۷        | ۱        | ۰        | ۰      | ۰      | –    | –    | ۴۲    | ۷     |
| مجموع آمار       | مجموع آمار       | مجموع آمار       | ۲۲۳      | ۲۵       | ۱۳       | ۰        | ۲۷     | ۱      | ۲    | ۰    | ۲۶۵   | ۲۶    |

### بازی‌های ملی
تا تاریخ ۲۵ مارس ۲۰۲۵
| ایران | ایران | ایران | ایران  |
| سال   | بازی  | گل    | پاس گل |
| ----- | ----- | ----- | ------ |
| ۲۰۱۵  | ۲     | ۰     | ۰      |
| ۲۰۱۷  | ۱     | ۰     | ۰      |
| ۲۰۱۸  | ۳     | ۰     | ۰      |
| ۲۰۱۹  | ۱۰    | ۱     | ۰      |
| ۲۰۲۰  | ۲     | ۰     | ۰      |
| ۲۰۲۱  | ۱۰    | ۱     | ۰      |
| ۲۰۲۲  | ۸     | ۰     | ۲      |
| ۲۰۲۳  | ۸     | ۲     | ۰      |
| ۲۰۲۴  | ۱۳    | ۲     | ۰      |
| ۲۰۲۵  | ۲     | ۰     | ۱      |
| مجموع | ۵۹    | ۶     | ۳      |

### گل‌های ملی
| شماره | تاریخ         | میزبان | بازی ملی | حریف      | نتیجه | رقابت                  |
| ----- | ------------- | ------ | -------- | --------- | ----- | ---------------------- |
| ۱     | ۱۰ اکتبر ۲۰۱۹ | تهران  | ۱۴       | کامبوج    | ۱۴–۰  | مقدماتی جام جهانی ۲۰۲۲ |
| ۲     | ۳۰ مارس ۲۰۲۱  | تهران  | ۱۹       | سوریه     | ۳–۰   | دوستانه                |
| ۳     | ۱۷ اکتبر ۲۰۲۳ | امان   | ۴۲       | قطر       | ۴–۰   | دوستانه                |
| ۴     | ۱۷ اکتبر ۲۰۲۳ | امان   | ۴۲       | قطر       | ۴–۰   | دوستانه                |
| ۵     | ۲۱ مارس ۲۰۲۴  | تهران  | ۵۲       | ترکمنستان | ۵–۰   | مقدماتی جام جهانی ۲۰۲۶ |
| ۶     | ۲۱ مارس ۲۰۲۴  | تهران  | ۵۲       | ترکمنستان | ۵–۰   | مقدماتی جام جهانی ۲۰۲۶ |

## افتخارات
پرسپولیس
- لیگ برتر خلیج فارس (۳): ۹۹–۱۳۹۸، ۱۴۰۰–۱۳۹۹، ۰۳–۱۴۰۲
  - نایب‌قهرمانی (۱): ۹۳–۱۳۹۲
- جام حذفی فوتبال ایران نایب‌قهرمانی (۱): ۹۲–۱۳۹۱
- سوپر جام فوتبال ایران (۲): ۱۳۹۸، ۱۳۹۹
- لیگ قهرمانان آسیا نایب‌قهرمانی (۱): ۲۰۲۰
- لیگ برتر خلیج فارس نایب‌قهرمانی (۱): ۹۶–۱۳۹۵